# 1. FC Slovácko (femminile)
L'1.FC Slovácko ženy è una squadra di calcio femminile ceca, sezione dell'omonimo club con sede nella città di Uherské Hradiště. Milita in I. liga žen, il massimo livello del campionato ceco di categoria.
Fondata nel 1991 come DFC Compex, con sede a Otrokovice (16 chilometri da Uherské Hradiště), mantenne tale denominazione fino all'acquisizione da parte dello Slovácko, nel 2006.
È probabilmente la terza migliore squadra del Paese dopo Sparta Praga e Slavia Praga, essendosi classificata terza in tutti i sei campionati dal 2005 al 2011, e in seguito nei campionati 2020-2021 e 2021-2022, conquistandosi l'accesso alla UEFA Women's Champions League, oltre ad essere giunta seconda nel 2001 e nel 2002. Ha inoltre raggiunto la finale della Coppa nazionale nel 2009 e nel 2018.